# Хайдер (гидроаэропорт)
Гидроаэропорт Хайдер (англ. Hyder Seaplane Base), (ИАТА: WHD, FAA LID: 4Z7) — государственный гражданский гидроаэропорт, расположенный в населённом пункте Хайдер (Аляска), США.

## Операционная деятельность
Гидроаэропорт Хайдер расположен на высоте уровня моря и эксплуатирует одну взлётно-посадочную полосу:
- N/S размерами 3048 x 305 метров, для обслуживания гидросамолётов.[1]

За период с 31 декабря 2006 года по 31 декабря 2007 года Гидроаэропорт Хайдер обработал 105 операций взлётов и посадок самолётов (в среднем 8 операций ежемесячно), из них 95 % — аэротакси и 5 % — авиация общего назначения.: